# 乔纳森·哈里斯
乔纳森·哈里斯（英語：Jonathan Harris，1955年10月31日—），澳大利亚男子帆船运动员。他曾代表澳大利亚参加2012年和2016年夏季残疾人奥林匹克运动会帆船比赛，其中2016年夏季残奥会获得一枚金牌。